# Norbert Hofer
Pour les articles homonymes, voir Hofer.
Norbert Hofer (prononcé [ˈhoːfɐ]), né le 2 mars 1971 à Vorau, est un homme politique autrichien.
Membre du Parti de la liberté d'Autriche (FPÖ), il est le troisième président du Conseil national de 2013 à 2017 et candidat du FPÖ à l'élection présidentielle de 2016, qu'il perd au second tour.
Il est ministre fédéral des Transports et de l'Innovation de 2017 à 2019, au sein du gouvernement Kurz I. À la suite du « scandale d’Ibiza » ayant conduit au retrait de Heinz-Christian Strache, il devient président du FPÖ, qu'il conduit aux élections législatives de 2019.

## Famille et vie privée
Originaire de Pinkafeld, dans le Burgenland, l'État fédéré le plus oriental d'Autriche, il est le fils d'un directeur d'essencerie membre du Parti populaire (ÖVP) et d'une mère au foyer, et a trois frères et sœurs. Baptisé catholique, il quitte l'Église, qu'il trouve trop à gauche, et se convertit au protestantisme.
Il est ingénieur aéronautique de profession. En 2003, à Stubenberg, il est victime d'un grave accident de parapente qui le rend paraplégique et l'oblige à se déplacer depuis avec une canne,. Marié à Verena, aide-soignante, il a un enfant avec elle et trois autres d'un premier mariage.

## Parcours politique

### Débuts
Il appartient durant ses études universitaires à la corporation estudiantine Marko-Germania, issue du courant pangermaniste, qui proclame l'Autriche comme une partie intégrante de la Grande Allemagne.
Il adhère, en 1994, au Parti de la liberté d'Autriche (FPÖ). Dès 1996, il occupe des responsabilités au sein du parti dans le Burgenland, puis devient un de ses vice-présidents au niveau fédéral. Il dirige la rédaction du programme du FPÖ en 2011.  
Il impulse une stratégie de « dédiabolisation », supprimant les expressions xénophobes des communiqués du parti et mettant en avant des thèmes jugés plus porteurs tels que le pouvoir d’achat, la protection sociale conditionnée à la nationalité, ou la lutte contre l’islamisme. Il s’abstient cependant d'exclure les éléments les plus extrémistes du parti, malgré de nombreux dérapages antisémites, craignant de provoquer une dissidence. Il réintroduit par ailleurs dans les statuts du FPÖ l'idée de l'appartenance de l'Autriche à la « communauté culturelle allemande ». Il prône également le rattachement du Tyrol italien à l’Autriche. 
Alors que ses prises de position au sein du FPÖ sont plus modérées que celles de la plupart de ses autres membres, il affirme avoir pour modèle politique Margaret Thatcher et cite Charles de Gaulle pour justifier sa vision d’une « Europe des nations ».

### Troisième président du Conseil national
Le 29 octobre 2013, un mois après des élections législatives qui ont permis au FPÖ d'obtenir 20,5 % des voix, il devient le troisième président (fonction équivalente à celle de vice-président) du Conseil national, la chambre basse du Parlement autrichien. Il succède ainsi au controversé Martin Graf.

### Élection présidentielle de 2016
Le FPÖ, dont il appartient à l'aile libérale, le désigne comme son candidat à l'élection présidentielle d'avril et mai 2016,,. La campagne électorale est dominée par la crise migratoire en Europe alors que l'Autriche accueille des dizaines de milliers de migrants. Norbert Hofer déclare qu'il pourrait dissoudre le Parlement si la majorité ne suivait pas ses recommandations sur le dossier des migrants, dont il ne souhaite pas l'installation en Autriche, craignant une réduction des libertés publiques sous l'influence de l'islam,,.
Il fait campagne sous le slogan « Avec l’aide de Dieu » pour mettre en avant son « fort enracinement dans les valeurs chrétiennes et occidentales ». Les Églises protestantes d’Autriche dénoncent alors une « instrumentalisation » de la religion à des fins électorales. Il affirme cependant que l’islam ne faisait « pas partie de notre culture, de notre histoire et n’en fera jamais partie ». 

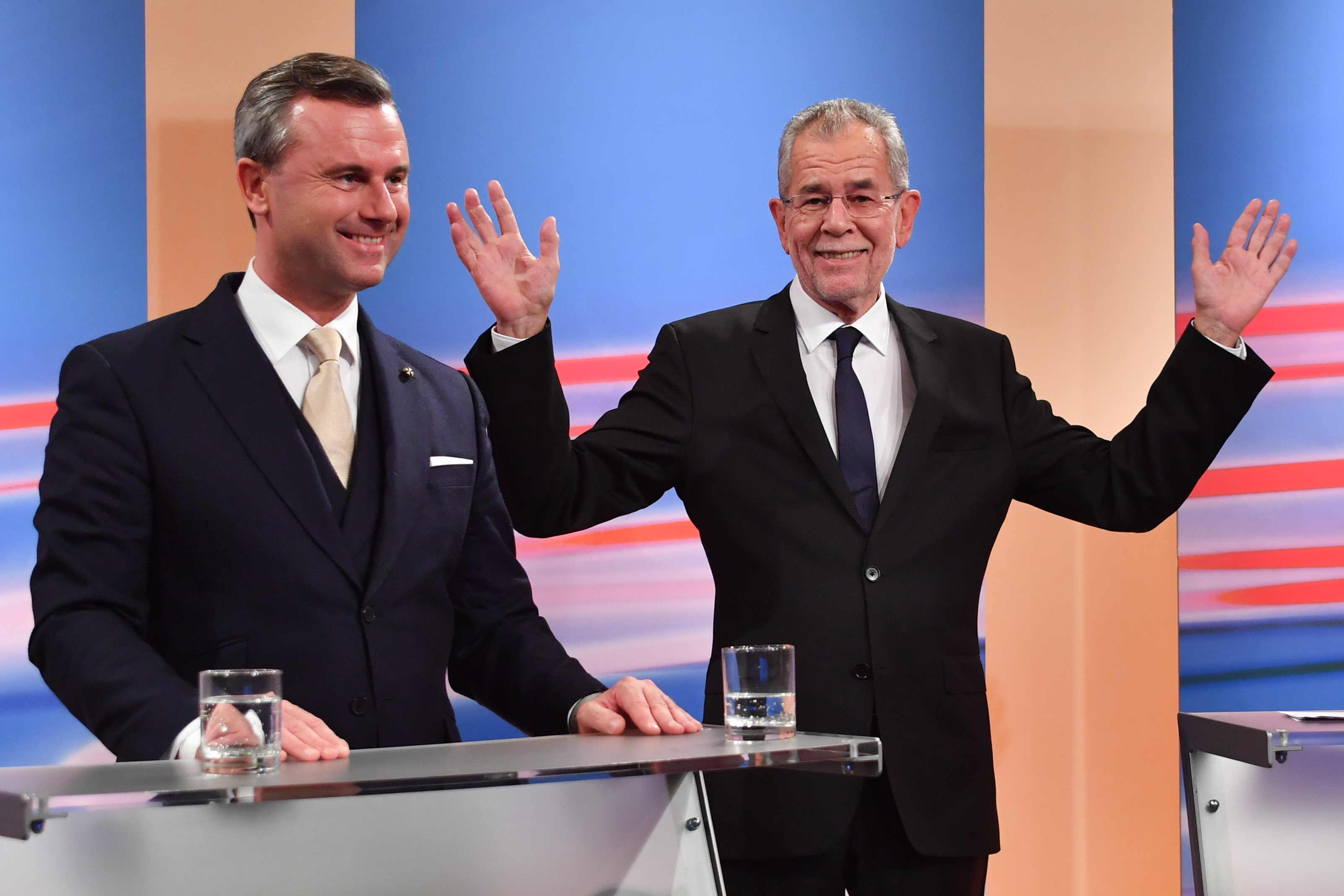
Norbert Hofer et Alexander Van der Bellen le 4 décembre 2016, lors d'un débat télévisé.

Le 24 avril 2016, dans un contexte de forte participation, il arrive en tête du premier tour de scrutin avec 35,1 % des suffrages, devançant de 14 points son plus proche adversaire, l'écologiste Alexander Van der Bellen,. Il s'agit du meilleur score obtenu au niveau fédéral par le FPÖ depuis sa création. Ce succès s'explique en partie par le vote important de l'électorat jeune en sa faveur. Les candidats des deux grands partis qui se partagent le pouvoir depuis 1945, le Parti social-démocrate (SPÖ) et l'ÖVP, sont éliminés.
Au soir du second tour, le 22 mai, alors que les votes par correspondance n'ont pas encore été pris en compte, Norbert Hofer est en tête, avec 51,9 % des suffrages. Mais le lendemain, il recueille 49,7 % des suffrages exprimés, étant devancé de 31 000 voix (sur 4 640 000 bulletins enregistrés)
par son adversaire, et reconnaît sa défaite. Le mois suivant, le président du FPÖ, Heinz-Christian Strache, intente une action devant la Cour constitutionnelle en mettant en avant de possibles nombreuses irrégularités dans le dépouillement des votes par correspondance et dans des zones rurales,,.
Le 1er juillet 2016, la Cour constitutionnelle prononce l'invalidation du second tour de scrutin, ce qui conduit à l'organisation d'un nouveau vote. À compter du 8 juillet 2016, date de la fin du mandat du président Heinz Fischer, Norbert Hofer fait partie, avec les deux autres présidents du Conseil national, Doris Bures et Karlheinz Kopf, du collège qui assure les fonctions du président fédéral de l'Autriche. Le 12 septembre 2016, le second tour, prévu le 2 octobre, est reporté au 4 décembre en raison de la distribution de bulletins de vote défectueux.
Finalement, après une campagne où les sondages donnaient à nouveau les deux candidats au coude-à-coude, Alexander Van der Bellen l'emporte plus largement que la première fois, avec 53,8 % et 348 000 voix d'avance sur Norbert Hofer,.

### Ministre fédéral dans le gouvernement Kurz I
Les élections législatives de 2017 voient la victoire de l'ÖVP de Sebastian Kurz, qui a mené une campagne sur des thèmes proches de ceux du FPÖ. Le parti nationaliste arrive en troisième position, juste derrière le SPÖ du chancelier sortant. Le 18 décembre 2017, Sebastian Kurz forme un gouvernement d'alliance ÖVP-FPÖ dans lequel Norbert Hofer est nommé ministre fédéral des Transports, de l'Innovation, de la Technologie et de la Recherche. À la tête de ce ministère élargi, Norbert Hofer est pressenti pour représenter à nouveau le FPÖ en vue de la prochaine élection présidentielle, pour laquelle il annonce sa candidature dès le mois d’octobre 2018,.

### Élections législatives de 2019
Le 20 mai 2019, dans le contexte du scandale d'Ibiza, qui provoque la démission du vice-chancelier Heinz-Christian Strache, la convocation de législatives anticipées puis le limogeage du ministre de l'Intérieur, Herbert Kickl, Norbert Hofer et les autres ministres du FPÖ démissionnent du gouvernement. Le 27 mai, son parti apporte son soutien à une motion de censure déposée par les écologistes de JETZT – Liste Pilz, ce qui permet son adoption,.
Alors qu’il conduit le FPÖ en vue législatives, les études d’opinion portant sur le chancelier préféré des Autrichiens à l’issue des élections placent Norbert Hofer en deuxième position, derrière Sebastian Kurz mais devant Pamela Rendi-Wagner (SPÖ),. Le 14 septembre 2019, il est élu président de plein exercice de son parti à l’issue d’une élection interne. Contesté, il démissionne de la présidence du parti en juin 2021, après des mois de tensions internes.

## Ouvrages
- (de) Behinderung und Pflegebedürftigkeit in Österreich: Ein Wegweiser, Vienne, Freiheitliche Akademi, 2010, 104 p. (ISBN 978-3-902720-05-4, lire en ligne)
- (de) Leben nach der Querschnittlähmung: Ratgeber für behinderte und pflegebedürftige Menschen. Ein Wegweiser, Vienne, Freiheitliche Akademi, 2014 (ISBN 978-3-902720-18-4, présentation en ligne)
- (de) Energie und Lebensmittel: Grundlagen der Freiheit, Vienne, Freiheitliche Akademi, 2015 (présentation en ligne)